# ITAZURA STORE
ITAZURA STORE（イタズラストア）は、2019年に結成された日本の4人組ポップバンド。日常を音楽でメイクアップする「トーキョー・ネオコスメティック・ポップバンド」をコンセプトに掲げ、渋谷〜吉祥寺を中心に活動。

## 概要
シンガーソングライターとしてソロ活動をしていたボーカルのAKANITAが、当時サポートメンバーとして参加していたYURINSHIとZENを誘い2019年に結成。2021年にベースのKAWORINが加入し現在の体制となった。
メンバーごとに異なる音楽的ルーツを持ち、幅広いジャンルを織り交ぜた都会的でスリリングなサウンドメイクを特徴としている。
東京藝術大学出身であるYURINSHIの楽曲アレンジには定評があり、さいたま夢KANA音楽祭2021バンドコンテスト「The登竜門」決勝では、審査委員長を務めたゴダイゴのタケカワユキヒデから「このバンドはプロのアレンジャーがついているの？」と絶賛され、グランプリを獲得した。
JFN系列ラジオ番組『川谷絵音の約30分我慢してくれませんか』内、「ENO-TUBE」のコーナーでは、過去3度に渡って楽曲が紹介されており、パーソナリティを務める川谷絵音からも常連バンドとして認知されている。

## メンバー
- AKANITA（アカニータ）…ボーカル・フルート・シンセサイザー担当。埼玉県出身。作詞・作曲を担当。影響を受けたアーティストはスピッツ、川谷絵音。フルートはジェスロ・タルのイアン・アンダーソンに憧れて始めた[1]。
- YURINSHI（ユーリンシ）…キーボード・コーラス担当。埼玉県出身。作詞・作曲を担当。Tom Misch、土岐麻子、Kan Sanoらをリスペクトしている[4]。好きなバンドはたま。2022年1月に開催された「たまのランニング石川浩司のトーク＆ライブ!!」では、キーボーディスト恵土友梨名義で元たまのメンバー石川浩司と初共演を果たしている[5]。
- KAWORIN（カヲリン）…ベース・コーラス担当。東京都出身。影響を受けたベーシストはGLAYのJIRO。ライブでは5弦ベースを使用している。TEAM NACSのファン。
- ZEN（ゼン）…ドラムス・サンプラー・コーラス担当。大阪府出身。学生時代はビジュアル系バンドのコピーをしていた。上京後はジャズやファンク、ゴスペルなどのブラックミュージックに傾倒。YURINSHIとはバンド結成以前からセッション界隈で交流があった[4]。

## 略歴
- 2019年
  - 8月6日、1st EP 「ITAZURA STORE」リリース。YouTubeチャンネルにてMV「スパイシーミュージックック」を公開。
  - 8月6日〜、下北沢ReGのレコ発リリースイベントを皮切りに、大阪、京都、神戸、東京を巡る「1st EP RELEASE TOUR!」を開催。
  - 11月16日～11月22日、USEN放送「週間USEN HIT インディーズ・ランキング」チャンネルにて「QRコード」が注目曲としてオンエア。
  - 11月29日、YouTubeチャンネルにてカバー演奏動画「veil」を公開。
  - 12月13日、吉祥寺Daydreamにてminiワンマンライブ開催。

- 2020年
  - 1月1日、YouTubeチャンネルにてMV「Child's Mind」を公開。
  - 2月9日、“YAMITSUKIPOP”関東ツアー決定。
  - 2月12日、吉祥寺音楽祭「吉音コンテスト」決勝進出決定。
  - 2月21日、YouTubeチャンネルにてMV「sen」を公開。
  - 3月4日、EXシアター六本木出演を賭けたオーディション「Road to EX」に出場が決定するが、新型コロナウィルス感染拡大防止のためイベントが中止。
  - 4月17日、YouTubeチャンネルにてMV「カラベラ」を公開。
  - 5月30日、YouTubeチャンネルにてMV「NO,DISC」を公開。
  - 7月1日、ITAMI GREEN JAM'20オーディション審査員特別賞受賞※新型コロナウィルス感染拡大防止のためイベントが中止。
  - 7月8日、YouTubeチャンネルにてMV「今夜くらいは」を公開。
  - 8月29日、1st Single「初回」デジタル配信開始。
  - 9月4日、J:COM「MUSIC GOLD RUSH∞」にて「sen」オンエア。
  - 9月14日、FM yokohama「KANAGAWA MUSIC LAND」に出演。
  - 9月29日、YouTubeチャンネルにてMV「初回」を公開。
  - 10月18日、第19回「吉音コンテスト」準グランプリ受賞。
  - 10月19日、JFN系列ラジオ番組「川谷絵音の約30分我慢してくれませんか」にて「初回」オンエア。
  - 11月2日、BAYCAMP2020 "TIP OFF ACT"オーディション 最終審査進出。[6]。
  - 11月18日、FM福岡「松隈ケンタのスクランブルロックシティ」にて「初回」オンエア。
  - 11月25日、2nd Single「Child's Mind」デジタル配信開始。
  - 12月26日、BAYCAMP2020 TIP OFF リターンズ 出演。

- 2021年
  - 3月7日、FM新潟「難波章浩の今夜もCLOSE TO ME」にて「カラベラ」オンエア。
  - 3月11日、3rd Single「今夜くらいは」デジタル配信開始。
  - 4月30日、1st Mini Album「Twilight Secret」リリース。新メンバーに KAWORIN (Ba.) 加入。
  - 7月20日、JFN系列ラジオ番組「川谷絵音の約30分我慢してくれませんか」にて「HINT」オンエア。
  - 11月7日、さいたまバンドコンテスト「the登竜門15th」グランプリ受賞。
  - 11月30日、YouTubeチャンネルにてMV「tune」を公開。

- 2022年
  - 1月2日、吉祥寺Planet Kにてワンマンライブ「HAPPY NEW ITAZURA!!」開催。
  - 4月1日、3ヶ月連続リリース"isometric"企画スタート。関東ツアーを開始。
  - 5月20日、YouTubeチャンネルにてMV「レイトショーの余韻に浸って」を公開。
  - 6月13日、JFN系列ラジオ番組「川谷絵音の約30分我慢してくれませんか」にて「ハイトーンボイスレディオ」オンエア。
  - 9月21日、1st double A side single「ハイトーンボイスレディオ/Salty Dog」をタワーレコード限定店舗でリリース。[7]
  - 10月18日、テレビ埼玉 情報番組「マチコミ」にて埼玉出身のAKANITA,YURINSHIがゲスト出演。
  - 11月5日、テレビ埼玉「ドレスキーとコレスキー」にてコメント映像が放送。
  - 11月25日、isometric Tour Final & ワンマンライブ「Albedo Void New World」開催。

- 2023年　
  - 4月15日、テレビ埼玉県政広報番組「魅力まるごといまドキッ！埼玉」 番組テーマ曲に「Scan!」が決定。
  - 7月5日、「8番線」デジタルリリース。
  - 7月10日、YouTubeチャンネルにてMV「8番線」公開。

## ディスコグラフィ

### 配信限定シングル
| 発売日         | タイトル                   | 規格                   | 収録CD                             |
| -------------- | -------------------------- | ---------------------- | ---------------------------------- |
| 2020年8月29日  | 初回                       | デジタル・ダウンロード | Twilight Secret                    |
| 2020年11月25日 | Child’s Mind               | デジタル・ダウンロード | Twilight Secret                    |
| 2021年3月11日  | 今夜くらいは               | デジタル・ダウンロード | 未収録                             |
| 2022年4月1日   | Scan!                      | デジタル・ダウンロード | 未収録                             |
| 2022年5月1日   | レイトショーの余韻に浸って | デジタル・ダウンロード | 未収録                             |
| 2022年6月1日   | ハイトーンボイスレディオ   | デジタル・ダウンロード | ハイトーンボイスレディオ/Salty Dog |
| 2022年11月4日  | Salty Dog                  | デジタル・ダウンロード | ハイトーンボイスレディオ/Salty Dog |
| 2023年7月5日   | 8番線                      | デジタル・ダウンロード | 未収録                             |

### YouTube限定曲
| 公開日         | タイトル |
| -------------- | -------- |
| 2020年8月29日  | カラベラ |
| 2020年11月25日 | NO, DISC |